# Доларизація
Доларизація економіки — процес витіснення національної валюти іноземною (найчастіше це долар США) та  застосування її в операціях всередині країни або окремих галузях економіки.

## Причини доларизації
Основною економічною причиною доларизації є надання переваги агентами долару, а не на національній валюті. Явище спостерігається в тому випадку, якщо долар більш стабільний і конвертований, ніж національна валюта. Безпосередньою причиною, за якою зазвичай слідує доларизація економіки, є слабкий контроль уряду над пропозицією грошей, внаслідок чого національна валюта постійно знецінюється, тому агенти не бажають тримати активи в національній валюті та оптимізують свої портфелі активів на користь долара.

## Економічне охоплення доларизації
Доларизація може носити повний, змішаний або частковий характер, як усередині секторів національної економіки, так і по країні в цілому. Явище повної доларизації, як правило, характерно для слаборозвинених в економічному відношенні держав, і є наслідком крайньої нестабільності внутрішньої грошової системи.
Слід зазначити, що повна доларизація є крайнім заходом, і зазвичай означає визнання повної політичної неможливості контролю над грошовою пропозицією з метою уникнення інфляції. Наприклад, режим «валютної палати», при якому пропозиція національної валюти законодавчо ставиться в жорстку залежність від величини зовнішніх резервів, представляється набагато більш вигідним, адже з'являється можливість отримувати відсоток на резерви, тобто повної доларизації бажають країни, де відсутня політична можливість навіть для такого рішення.

## Юридичний статус феномена

Поширеність долара США та євро у світі:
США, засновник та регулятор долара США
Країни, в яких долар США є офіційним платіжним засобом
Валюти, повністю прив’язані до долара США
Валюти, частково прив’язані до долара США
Єврозона, засновник та регулятор євро
Країни, в яких євро є офіційним платіжним засобом
Валюти, повністю прив’язані до євро
Валюти, частково прив’язані до євро

Слід розрізняти офіційну, напівофіційну і неофіційну доларизацію. Також слід враховувати, що національні гроші витісняє не тільки долар США, але і євро, австралійський долар, південноафриканський ранд, тощо. Можливо паралельне ходіння двох і більше іноземних валют (як наприклад в Зімбабве) у різних співвідношеннях до національної, які, як правило, відрізняються або більшою стабільністю в плані інфляції, або більш широким географічним ареалом свого поширення.

## Часова протяжність і зворотні процеси
Доларизація найчастіше носить тимчасовий характер, хоча і досить тривалий за термінами. Якщо національна валюта починає зміцнюватися в результаті поліпшення внутрішньої економічної кон'юнктури, і цьому сприяє національний уряд, відбувається процес ревальвації національної валюти, що супроводжується дедоларизацією - тобто падінням якості іноземної валюти для внутрішнього ринку.

## Історія доларизації
Аж до 1999, хоча доларизація й існувала де-факто в багатьох країнах, що розвиваються, а також отримала широке поширення в Росії та інших країнах колишнього соціалістичного блоку, юридичне скасування національної валюти уявлялося малоймовірно.
Однак не варто забувати, що Панама почала використовувати долар США вже з 1904 замість колумбійського песо, Еквадор з 2000 замість еквадорського сукре, Сальвадор з 2001 замість сальвадорського колона, Зімбабве з 2009 року замість Зімбабвійського долара.
В даний момент це найбільші офіційно доларизовані країни в світі.

## Доларова зона
До теперішнього часу Доларова зона оформилася як один з  валютних союзів в наступному складі.
- Бермудські острови (колонія Великої Британії, також Бермудський долар)
- Британські Віргінські острови (колонія Великої Британії)
- Східний Тимор
- Маршаллові острови
- Палау
- Панама (також монети  бальбоа)
- Сальвадор
- Теркс і Кайкос (колонія Великої Британії)
- Федеративні Штати Мікронезії
- Еквадор (також монети  сентаво)
- Зімбабве